# Zonder titel (Guido Geelen)
Aan de zuidelijke oevers van het IJ in Amsterdam-Centrum staat een titelloos kunstwerk. Het zou de werklust, saamhorigheid en ondernemerszin weergeven en ook het lokale met het internationale verbinden.
Het is een creatie van Guido Geelen die het verzoek kreeg een beeld voor deze plek te maken. De financier wenste onbekend te blijven. Het beeld staat opgesteld op de plek waar het IJdok en de Westerdoksdijk elkaar kruizen. Geelen kwam met een kunstwerk dat de afmeting heeft van een zeecontainer (12 bij 2,60 bij 2,44 meter), ten teken van de bedrijvigheid van de Amsterdamse haven. Het beeld valt in twee gelijke delen uiteen. De sokkel is zes meter hoog en bestaat alleen uit de ribben van de denkbeeldig halve container. Daarboven staat het beeld, dat bestaat uit gelaste met elkaar in verbinding staande cirkels, waarbij de oude techniek filigraan lijkt te zijn gebruikt, maar dan zonder achtergrond. De cirkels hebben daarbij verschillende diameters. Door deze constructie te gebruiken is het beeld doorzichtig. De bedoeling daarachter is dat het kunstwerk het vrije uitzicht over het IJ niet belemmert. Een veelvuldig bezwaar van sommige Amsterdammers is dat zij als bewoners het contact met het IJ hebben verloren door bijvoorbeeld het Station Amsterdam Centraal. In het bovenste deel zijn nog restanten van het gietwerk te vinden zoals gietkanalen en gietbeker; bovendien zijn lasnaden en gietfouten expres niet weggewerkt. Het gebruikte materiaal is siliciumbrons (silicon bronze), dat bestand moet zijn tegenover weersinvloeden.
Geelen werkt vaker met open constructies, zie bijvoorbeeld zijn Ei 2011. 